# Medicus curat, natura sanat
Medicus curat, natura sanat bedeutet auf Latein „Der Arzt behandelt, die Natur heilt“. Der Ausspruch lehnt sich vermutlich schon an die Lehren des griechischen Arztes Hippokrates von Kos an. Als Bezug im Corpus Hippocraticum kommt der Satz „Die Naturen sind die Ärzte der Krankheiten.“ in Betracht.

## Geschichte
Galenos von Pergamon unterscheidet professionelle Ärzte, die von der Natur gelernt haben, vom pharmacopola, der verschiedene Mittel einfach ausprobiert. Die Nachahmung sei jedoch nicht so wirksam wie die Natur selbst.
Daher sollte der Aphorismus Folgendes deutlich machen: 
- Die eigentliche Heilung geschieht im Patienten. Die therapeutischen Maßnahmen sollen seine Fähigkeiten und seinen Willen zu gesunden unterstützen.
- Es gibt einen natürlichen Verlauf der jeweiligen Krankheit, der seine Zeit benötigt. Auch hieran muss sich die Therapie ausrichten. Ein falscher Therapieversuch kann die natürlichen Heilkräfte schwächen.
- Ein guter Arzt berücksichtigt bei seinem Handeln die natürlichen Abläufe.
- Medizin war im antiken Verständnis eine Heilkunst.

Natura ist hier im doppelten Sinne zu verstehen: 

„Ärztliche Aufgabe ist es, die Zeichen des Körpers als Hinweise auf dessen Beschaffenheit und Verfassung bzw. deren Störungen zu deuten und die Kräfte der Heilmittel therapeutisch zu nutzen.“

Dabei sei der Arzt jedoch nicht der Herrscher, sondern lediglich demütiger Diener der Natur und bestenfalls ihr Verbündeter.
Dieses Denken durchzog die gesamte Medizin des Mittelalters und findet sich so auch bei Avicenna und Rhazes: Letzterer schrieb:

„Wenn die Krankheit stärker ist als die Natur, dann ist keine medizinische Hilfe möglich, wenn die Natur stärker ist, dann ist sie nicht nötig.“

Hildegard von Bingen verwendete dafür im 12. Jahrhundert in ihrer Scivias den Begriff viriditas (Grünkraft).
Im christlichen Mittelalter wurde der Aphorismus auf Medicus curat, natura sanat, Deus salvat (...Gott rettet) erweitert, um ein Zusammenspiel physischer, psychischer und geistiger Voraussetzungen zu verdeutlichen.
Auch der italienische Kapuziner und Chirurg Cesare Magati (1579–1647) vertrat 1616, insbesondere in Bezug auf die Behandlung von Wunden lediglich mit lockeren Leinenverbänden, die Ansicht, dass weder der Arzt noch seine Arznei heile, sondern die Natur, die Fleisch und Knochen neu bilde, das Blut gerinnen und Sekrete abfließen lasse.
In der heutigen Medizin wird der Begriff Selbstheilungskraft gebraucht.